# Television Cultural Center
Television Cultural Center eller TVCC (中央电视台电视文化中心; Zhōngyāng Diànshì diànshì wénhuà zhōngxīn) är en skyskrapa i Peking i Kina. Television Cultural Center ligger i östra Peking i Guomao längs östra tredje ringvägen i Pekings centrala finansdistrikt.
Byggnaden är 159 m hög och har 31 våningar och ligger precis i anslutning till CCTV:s huvudkontor. I Television Cultural Center finns bland annat en teater, biografer och ett hotell.

## Branden 2009
Television Cultural Center skulle öppna i maj 2009, men i februari samma år i samband med firandet av det kinesiska nyåret totalförstördes byggnaden av en brand orsakad av fyrverkerier. Vid tiden för branden innehöll byggnaden bland annat Mandarin Oriental Hotel. Television Cultural Center färdigställdes 2016 men det är oklart om Mandarin Oriental Hotel åter kommer att öppna i byggnaden.

## Höjdranking (januari 2018)[1]
nr. 21 högst i Peking

## Galleri

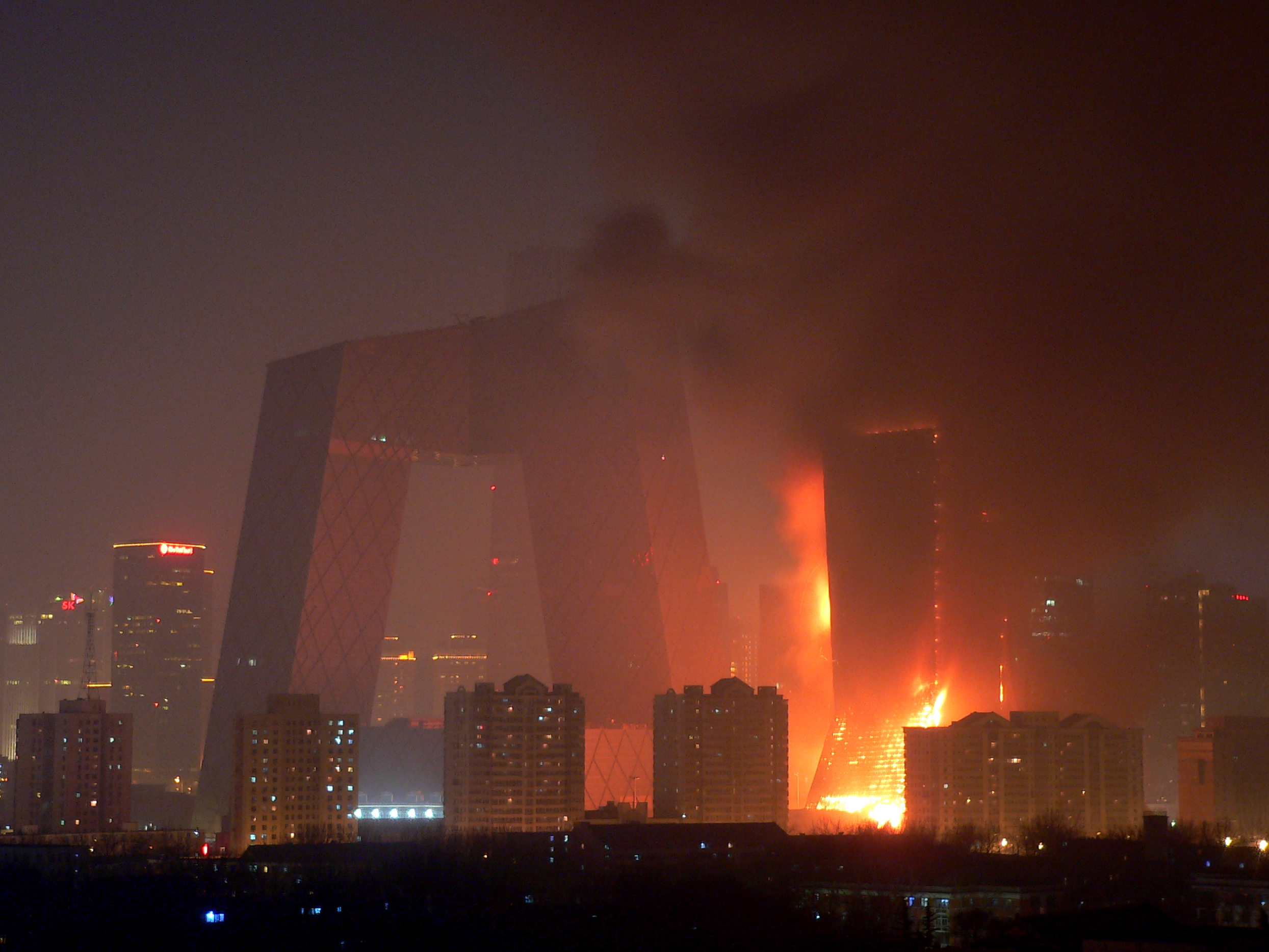
Branden 2009
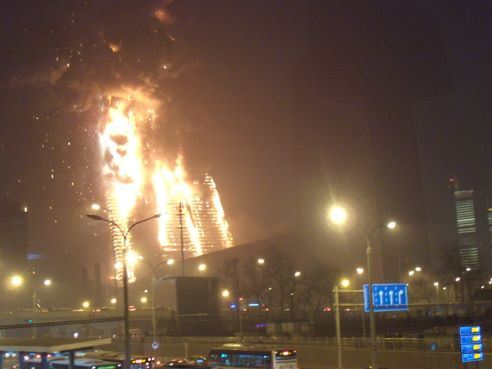
Branden 2009
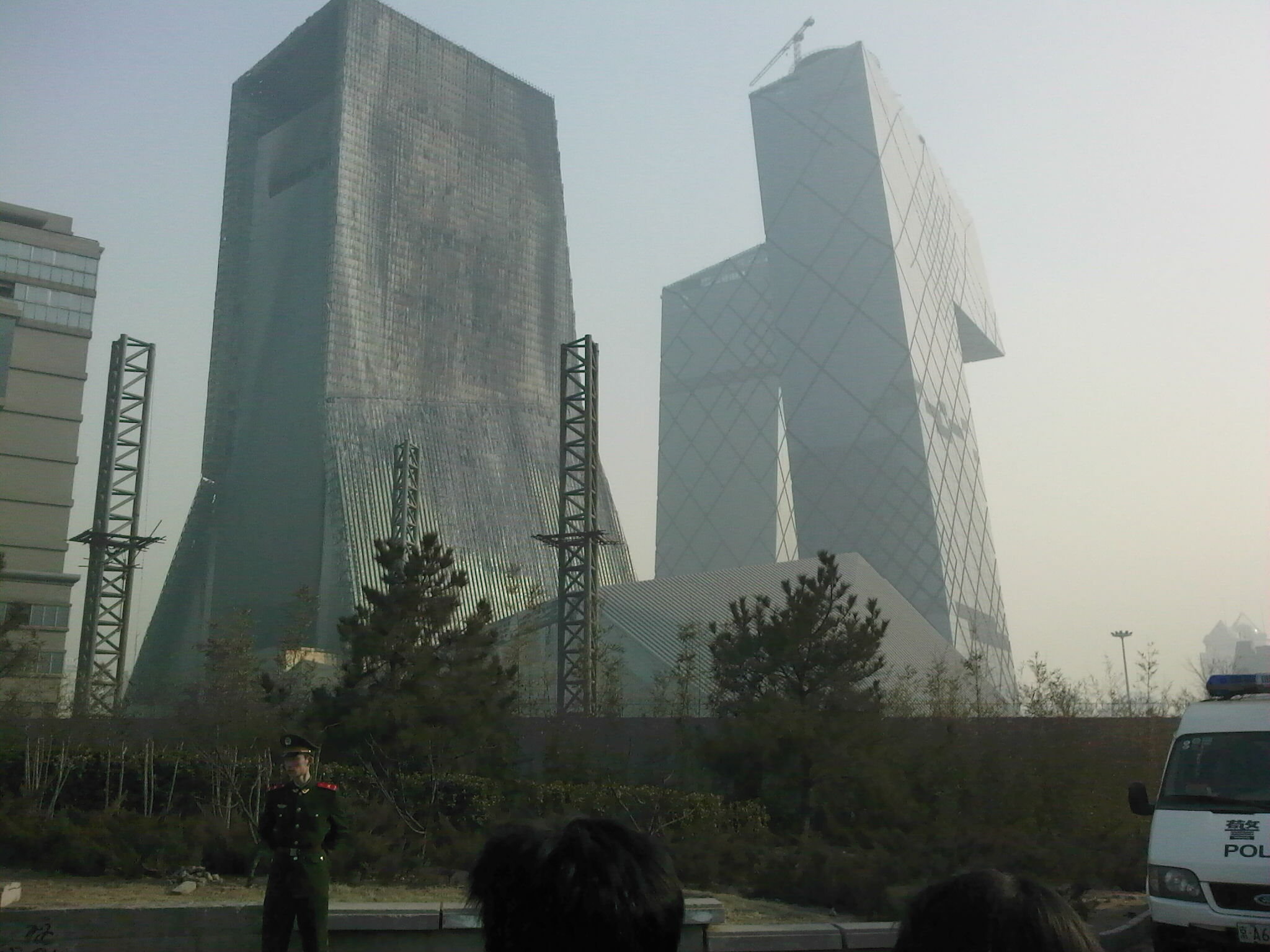
Television Cultural Center och CCTV:s huvudkontor